# 24-Stunden-Rennen von Le Mans 2003

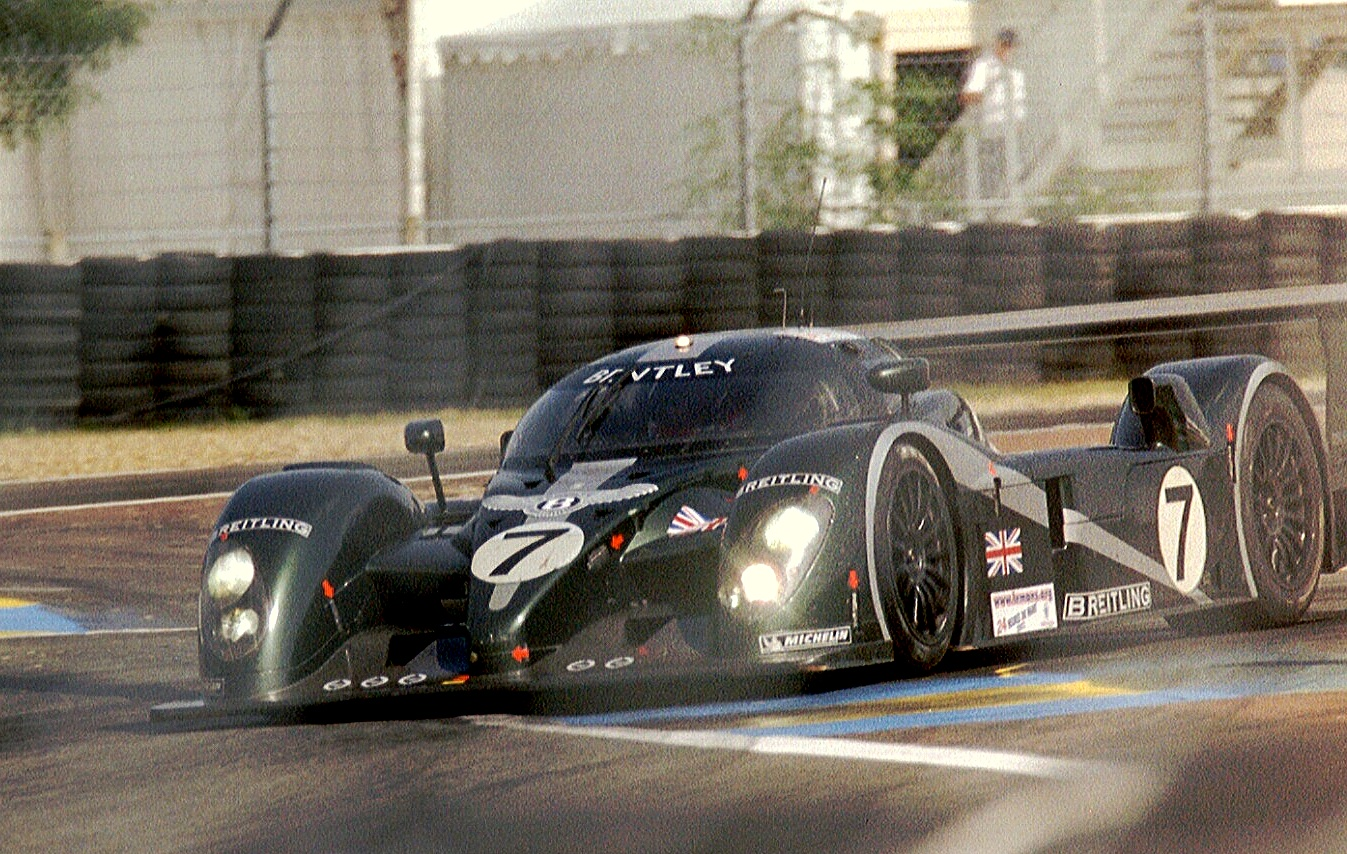
Bentley Speed 8 mit der Startnummer 7; Siegerwagen von Rinaldo Capello, Tom Kristensen und Guy Smith

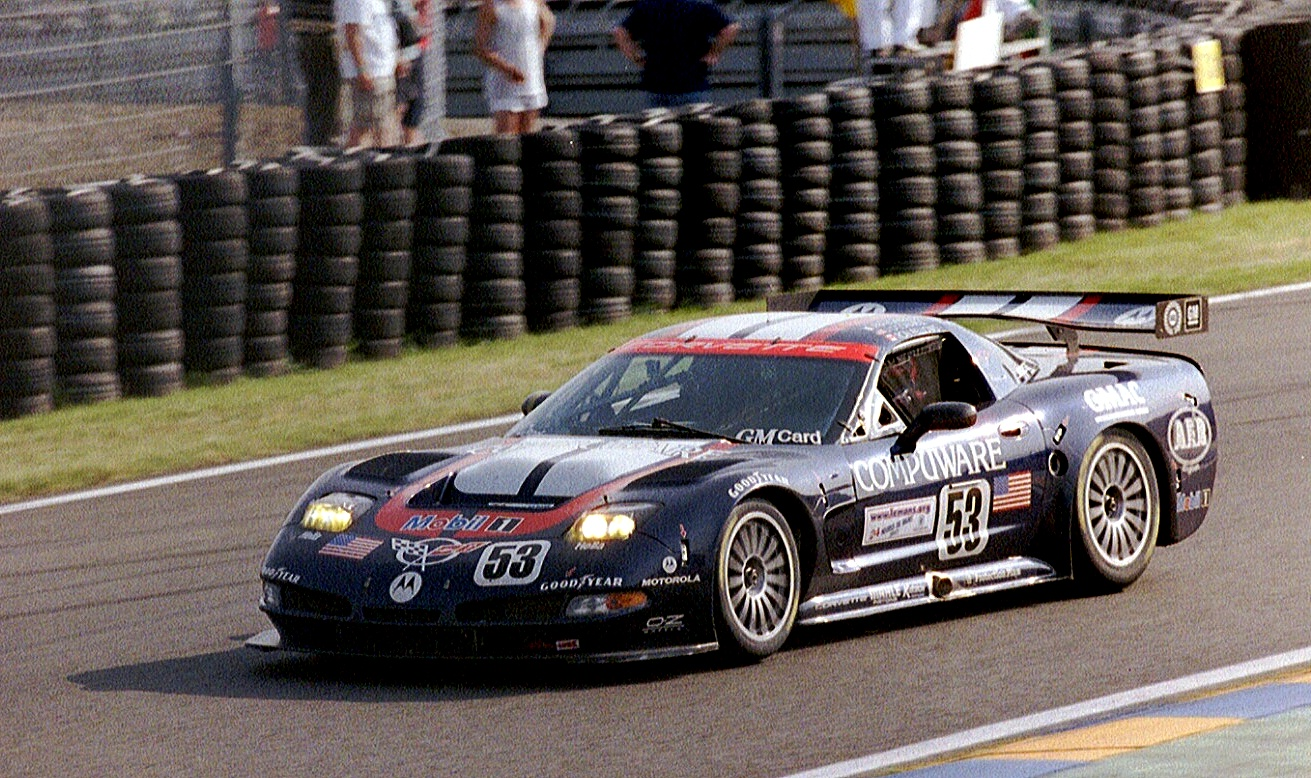
Der Chevrolet Corvette C5-R von Ron Fellows, Johnny O’Connell und Franck Fréon; Zweite in der GTS-Klasse

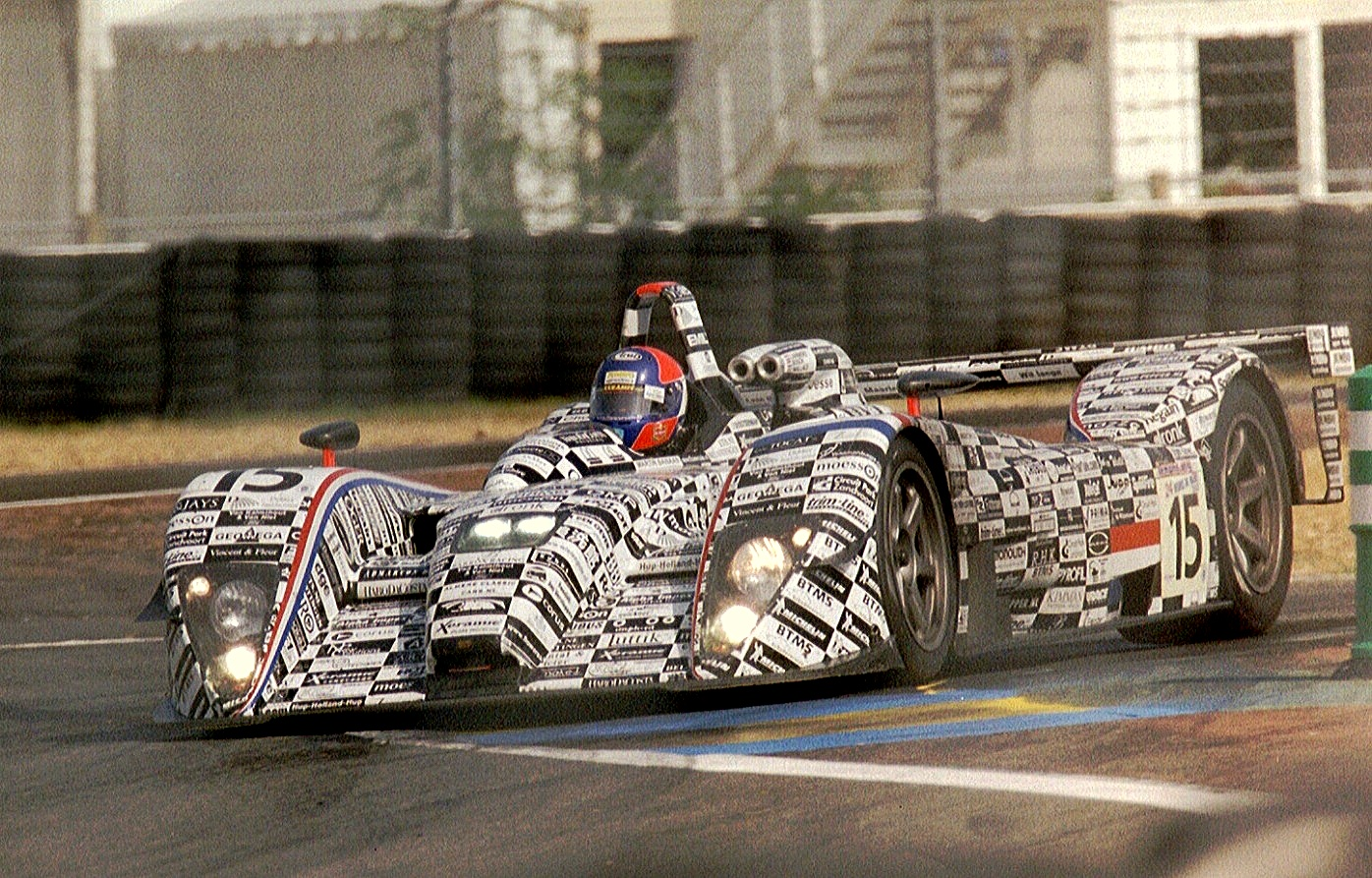
Der sechstplatzierte Dome S101

Das 71. 24-Stunden-Rennen von Le Mans, der 71e Grand Prix d’Endurance les 24 Heures du Mans, auch 24 Heures du Le Mans, Le Mans, fand vom 14. bis 15. Juni 2003 auf dem Circuit des 24 Heures statt.

## Das Rennen
2003 verzichtete Audi auf einen Werkseinsatz in Le Mans. Der Vorstand der Volkswagen AG hatte entschieden 2003 den Fokus auf den Gesamtsieg der Konzern-Tochter Bentley zu legen. Trotz der Abwesenheit der Werkswagen waren drei von privaten Teams gemeldete R8 am Start. Bentley wurde von der Rennmannschaft von Reinhold Joest, die die bisherigen Werkseinsätze von Audi in Le Mans durchgeführt hatten, personell und logistisch unterstützt. Zwei Werksfahrer, Tom Kristensen und Rinaldo Capello wechselten in den Bentley. Wobei Capello erstmals ein Team mit dem vierfachen Le-Mans-Sieger Kristensen bildete. Der Italiener hatte vorher in mehreren Interviews gemeint, in Le Mans könne man nur gewinnen, wenn man mit Kristensen ein Team bilde. Der dritte Fahrer war der Brite Guy Smith, der bereits 2001 für Bentley in Le Mans war. Der zweite Wagen wurde ebenfalls neu besetzt. Für die Piloten der letzten beiden Jahre Andy Wallace, Eric van de Poele und Butch Leitzinger kamen der Le-Mans-Sieger von 1992, Mark Blundell, und die beiden ehemaligen Formel-1-Piloten David Brabham und Johnny Herbert ins Team.
Von den 50 zugelassenen Wagen gingen nur 49 ins Rennen. Der neue Lister Storm LMP hatte im Training einen Unfall und konnte bis zum Rennen nicht mehr repariert werden. Bemerkenswertes Fahrzeug am Start war ein vom Nasamax-Team gemeldeter Reynard 01Q der einen mit Bioethanol betrieben V8-Motor von Cosworth hatte.
Am Gesamtsieg der überlegenen Bentley herrschte von Anfang des Rennens weg kein Zweifel. Nach dem Start lagen die beiden Rennwagen beinahe während des ganzen Rennens in Führung, obwohl eines der Fahrzeuge Probleme an der Elektrik hatte. Nach 377 Runden gewann der Speed 8 mit der Startnummer 7, gefahren von Rinaldo Capello, Tom Kristensen und  Guy Smith. Den Doppelsieg komplettierte das Schwesterfahrzeug mit der Startnummer 8, in dem Mark Blundell, David Brabham und Johnny Herbert am Steuer saßen. Hinter diesen beiden Fahrzeugen kamen wie erwartet die R8 ins Ziel. Einer der drei Wagen fiel durch einen der seltenen Audi-Boxenfehler aus. Der Audi-Sport-UK-R8 blieb mit Frank Biela am Steuer nach zwei Stunden Rennzeit ohne Sprit auf der Strecke liegen.
Hinter den VW-Konzern-Fahrzeuge lieferten sich der Panoz LMP01 Evo von Olivier Beretta, Gunnar Jeannette und Massimiliano Papis, der Dome S101 von Jan Lammers, John Bosch und Andy Wallace, sowie der Courage C60 von Jonathan Cochet, Stéphan Grégoire und Jean-Marc Gounon einen rennlangen Dreikampf um den letztlich fünften Gesamtrang. Im Ziel trennten die drei Wagen nur wenige Sekunden. Auch die GTS-Klasse war lange Zeit hart umkämpft; am Schluss setzte sich der Prodrive-Ferrari 550 GTS Maranello von Tomáš Enge/Peter Kox/Jamie Davies deutlich durch.

## Ergebnisse

### Piloten nach Nationen
| 41 Franzosen   | 26 Briten      | 18 US-Amerikaner | 10 Deutsche    | 9 Japaner    |
| 7 Italiener    | 7 Niederländer | 5 Belgier        | 5 Kanadier     | 5 Schweizer  |
| 4 Dänen        | 2 Finnen       | 2 Schweden       | 1 Australier   | 1 Bolivianer |
| 1 Brasilianer  | 1 Monegasse    | 1 Neuseeländer   | 1 Österreicher | 1 Portugiese |
| 1 Südafrikaner | 1 Tscheche     |                  |                |              |

### Schlussklassement
| Pos.            | Klasse | Nr. | Team                           | Fahrer                                                    | Chassis                   | Motor                                 | Reifen | Runden |
| --------------- | ------ | --- | ------------------------------ | --------------------------------------------------------- | ------------------------- | ------------------------------------- | ------ | ------ |
| 1               | LMGTP  | 7   | Team Bentley                   | Rinaldo Capello Tom Kristensen Guy Smith                  | Bentley Speed 8           | Bentley 4.0L Turbo V8                 | M      | 377    |
| 2               | LMGTP  | 8   | Team Bentley                   | Mark Blundell David Brabham Johnny Herbert                | Bentley Speed 8           | Bentley 4.0L Turbo V8                 | M      | 375    |
| 3               | LMP900 | 6   | Champion Racing                | JJ Lehto Emanuele Pirro Stefan Johansson                  | Audi R8                   | Audi 3.6L Turbo V8                    | M      | 372    |
| 4               | LMP900 | 5   | Audi Sport Japan Team Goh      | Seiji Ara Jan Magnussen Marco Werner                      | Audi R8                   | Audi 3.6L Turbo V8                    | M      | 370    |
| 5               | LMP900 | 11  | JML Team Panoz                 | Olivier Beretta Gunnar Jeannette Massimiliano Papis       | Panoz LMP-1 Evo           | Élan 6L8 6.0L V8                      | M      | 360    |
| 6               | LMP900 | 15  | Racing for Holland             | Jan Lammers John Bosch Andy Wallace                       | Dome S101                 | Judd GV4 4.0L V10                     | M      | 360    |
| 7               | LMP900 | 13  | Courage Compétition            | Jonathan Cochet Stéphan Grégoire Jean-Marc Gounon         | Courage C60               | Judd GV4 4.0L V10                     | M      | 360    |
| 8               | LMP900 | 17  | Pescarolo Sport                | Jean-Christophe Boullion Franck Lagorce Stéphane Sarrazin | Courage C60               | Peugeot 3.2L Turbo V6                 | M      | 356    |
| 9               | LMP900 | 18  | Pescarolo Sport                | Éric Hélary Nicolas Minassian Soheil Ayari                | Courage C60               | Peugeot 3.2L Turbo V6                 | M      | 352    |
| 10              | GTS    | 88  | Veloqx Prodrive Racing         | Tomáš Enge Peter Kox Jamie Davies                         | Ferrari 550 GTS Maranello | Ferrari F133 5.9L V12                 | M      | 336    |
| 11              | GTS    | 50  | Corvette Racing                | Oliver Gavin Kelly Collins Andy Pilgrim                   | Chevrolet Corvette C5-R   | Chevrolet 7.0L V8                     | G      | 326    |
| 12              | GTS    | 53  | Corvette Racing                | Ron Fellows Johnny O’Connell Franck Fréon                 | Chevrolet Corvette C5-R   | Chevrolet 7.0L V8                     | G      | 326    |
| 13              | LMP900 | 9   | Kondo Racing                   | Masahiko Kondō Ukyo Katayama Ryō Fukuda                   | Dome S101                 | Mugen MF408S 4.0L V8                  | Y      | 322    |
| 14              | GT     | 93  | Alex Job Racing                | Sascha Maassen Emmanuel Collard Lucas Luhr                | Porsche 911GR3-RS         | Porsche 3.6L Flat-6                   | M      | 320    |
| 15              | LMP675 | 29  | Noël del Bello Racing          | Jean-Luc Maury-Laribière Christophe Pillon Didier André   | Reynard 2KQ-LM            | Volkswagen HPT16 2.0L Turbo I4        | M      | 319    |
| 16              | GTS    | 86  | Larbre Compétition             | Patrice Goueslard Christophe Bouchut Steve Zacchia        | Chrysler Viper GTS-R      | Chrysler 8.0L V10                     | M      | 317    |
| 17              | GT     | 87  | Orbit Racing                   | Leo Hindery Peter Baron Marc Lieb                         | Porsche 911 GT3-RS        | Porsche 3.6L Flat-6                   | M      | 314    |
| 18              | GT     | 75  | Thierry Perrier                | Michel Neugarten Nigel Smith Ian Khan                     | Porsche 911 GT3-RS        | Porsche 3.6L Flat-6                   | P      | 305    |
| 19              | GT     | 77  | Team Taisan Advan              | Atsushi Yogō Akira Iida Kazuyuki Nishizawa                | Porsche 911 GT3-RS        | Porsche 3.6L Flat-6                   | Y      | 304    |
| 20              | GT     | 81  | The Racer’s Group              | Kevin Buckler Timo Bernhard Jörg Bergmeister              | Porsche 911 GT3-RS        | Porsche 3.6L Flat-6                   | M      | 304    |
| 21              | GTS    | 72  | Luc Alphand Aventures          | Luc Alphand Jérôme Policand Frédéric Dor                  | Ferrari 550 GTS Maranello | Ferrari F133 6.0L V12                 | M      | 298    |
| 22              | LMP675 | 26  | RN Motorsport Ltd.             | John Nielsen Hayanari Shimoda Casper Elgaard              | DBA4 03S                  | Zytek ZG348 3.4L V8                   | D      | 288    |
| 23              | GT     | 78  | PK Sport Ltd.                  | Robin Liddell David Warnock Piers Masarati                | Porsche 911 GT3-RS        | Porsche 3.6L Flat-6                   | P      | 285    |
| 24              | LMP900 | 19  | Automotive Durango SRL         | Sylvain Boulay Michele Rugolo Jean-Bernard Bouvet         | Durango LMP1              | Judd GV4 4.0L V10                     | D      | 277    |
| 25              | GT     | 70  | JMB Racing                     | David Terrien Fabrizio De Simone Fabio Babini             | Ferrari 360 Modena GT     | Ferrari F131 3.6L V8                  | P      | 273    |
| 26              | GT     | 94  | Risi Competizione              | Anthony Lazzaro Ralf Kelleners Terry Borcheller           | Ferrari 360 Modena GT     | Ferrari F131 3.6L V8                  | M      | 269    |
| 27              | GT     | 84  | T2M Motorsport                 | Vanina Ickx Roland Bervillé Patrick Bourdais              | Porsche 911 GT3-RS        | Porsche 3.6L Flat-6                   | M      | 264    |
| Nicht klassiert |        |     |                                |                                                           |                           |                                       |        |        |
| 28              | GTS    | 64  | Graham Nash Motorsport         | Pedro Chaves Thomas Erdos Mike Newton                     | Saleen S7-R               | Ford 7.0L V8                          | D      | 292    |
| 29              | GT     | 85  | ST Team Orange Spyker          | Norman Simon Tom Coronel Hans Hugenholtz Junior           | Spyker C8 Double-12R      | Audi 4.0L V8                          | D      | 229    |
| 30              | LMP675 | 24  | Rachel Welter                  | Yōjirō Terada Olivier Porta Gavin Pickering               | WR LMP01                  | Peugeot 2.0L Turbo I4                 | M      | 235    |
| Ausgefallen     |        |     |                                |                                                           |                           |                                       |        |        |
| 31              | LMP900 | 16  | Racing for Holland             | Felipe Ortiz Beppe Gabbiani Tristan Gommendy              | Dome S101                 | Judd GV4 4.0L V10                     | M      | 316    |
| 32              | LMP900 | 12  | JML Team Panoz                 | Benjamin Leuenberger David Saelens Scott Maxwell          | Panoz LMP-1               | Élan 6L8 6.0L V8                      | M      | 233    |
| 33              | GTS    | 68  | Scorp Motorsport Communication | Luis Marques Olivier Thévenin Dominique Dupuy             | Chrysler Viper GTS-R      | Chrysler 8.0L V10                     | D      | 229    |
| 34              | GT     | 99  | XL Racing                      | Ange Barde Michel Ferté Gaël Lesoudier                    | Ferrari 550 Maranello     | Ferrari F131 5.5L V12                 | P      | 227    |
| 35              | LMP900 | 4   | Riley & Scott Racing           | Jim Matthews Marc Goossens Christophe Tinseau             | Riley & Scott Mk IIIC     | Ford Yates 6.0L V8                    | M      | 214    |
| 36              | LMP675 | 25  | Gerard Welter                  | Bastien Brière Jean-René de Fournoux Stéphane Daoudi      | WR LMP02                  | Peugeot 3.0L V6                       | M      | 176    |
| 37              | GTS    | 80  | Veloqx Prodrive Racing         | Anthony Davidson Kelvin Burt Darren Turner                | Ferrari 550 GTS Maranello | Ferrari F131 5.9L V12                 | M      | 176    |
| 38              | LMP900 | 14  | Team Nasamax                   | Romain Dumas Robbie Stirling Werner Lupberger             | Reynard 01Q               | Cosworth XDE 2.7L Turbo V8 Bioethanol | G      | 138    |
| 39              | GT     | 95  | Risi Competizione              | Shane Lewis Butch Leitzinger Johnny Mowlem                | Ferrari 360 Modena GT     | Ferrari F133 3.6L V8                  | Y      | 138    |
| 40              | GT     | 83  | Seikel Motorsport              | Tony Burgess David Shep Andrew Bagnall                    | Porsche 911 GT3-RS        | Porsche 3.6L Flat-6                   | Y      | 134    |
| 41              | LMP675 | 27  | Intersport Racing              | Jon Field Duncan Dayton Rick Sutherland                   | MG-Lola EX257             | MG AER XP20 2.0L Turbo I4             | G      | 107    |
| 42              | GT     | 92  | Dewalt Racesports Salisbury    | Mike Jordan Michael Caine Tim Sugden                      | TVR Tuscan T400R          | TVR Speed Six 4.0L I6                 | D      | 93     |
| 43              | GTS    | 66  | Konrad Motorsport              | Franz Konrad Toni Seiler Walter Brun                      | Saleen S7-R               | Ford 7.0L V8                          | D      | 91     |
| 44              | LMP900 | 21  | Édouard Sezionale              | Patrice Roussel Édouard Sezionale Lucas Lasserre          | Norma M2000-2             | Ford Roush 6.0L V8                    | D      | 82     |
| 45              | LMP675 | 31  | Courage Compétition            | David Hallyday Philippe Alliot Carl Rosenblad             | Courage C65               | JPX 3.4L V6                           | M      | 41     |
| 46              | LMP900 | 10  | Audi Sport UK                  | Frank Biela Perry McCarthy Mika Salo                      | Audi R8                   | Audi 3.6L Turbo V8                    | M      | 28     |
| 47              | LMP675 | 23  | Team Bucknum Racing            | Jeff Bucknum Bryan Willman Chris McMurry                  | Pilbeam MP91              | JPX 3.4L V6                           | D      | 27     |
| 48              | GT     | 91  | Dewalt Racesport Salisbury     | Rob Barff Richard Hay Richard Stanton                     | TVR Tuscan T400R          | TVR Speed Six 4.0L I6                 | D      | 11     |
| 49              | GTS    | 61  | Carsport America               | Mike Hezemans Anthony Kumpen David Hart                   | Pagani Zonda GR           | Mercedes-Benz AMG 6.0L V12            | P      | 10     |
| Nicht gestartet |        |     |                                |                                                           |                           |                                       |        |        |
| 50              | LMP900 | 20  | Lister Racing                  | Jamie Campbell-Walter Nathan Kinch Vincent Vosse          | Lister Storm LMP          | Chevrolet LS1 6.0L V8                 | D      | 1      |

1 Unfall im Training

### Nur in der Meldeliste
Hier finden sich Teams, Fahrer und Fahrzeuge die ursprünglich für das Rennen gemeldet waren, aber aus den unterschiedlichsten Gründen daran nicht teilnahmen.
| Pos. | Klasse | Nr. | Team                   | Fahrer                                                 | Chassis            | Motor               | Reifen |
| ---- | ------ | --- | ---------------------- | ------------------------------------------------------ | ------------------ | ------------------- | ------ |
| 51   | LMP900 | 22  | Taurus Sports Racing   | Justin Keen Christian Vann Phil Andrews                | Lola B2K/10        | Judd GV4 4.0L V10   | D      |
| 52   | GTS    | 67  | Konrad Motorsport      | Jean-Francois Yvon Walter Brun Jesus Diez de Villaroel | Saleen S7-R        | Ford 7.0L V8        | D      |
| 53   | GT     | 82  | The Racers Group       | Paul Daniels Pierre Ehret Werner Gröbl                 | Porsche 911 GT3-RS | Porsche 3.6L Flat-6 | M      |
| 54   | GTS    | 65  | Graham Nash Motorsport | Thomas Erdos Gavin Pickering Mike Newton               | Saleen S7-R        | Ford 7.0L V8        | D      |
| 55   | GT     | 79  | PK Sport Ltd.          | Bart Hayden Gregor Fisken Ian Donaldson                | Porsche 911 GT3-RS | Porsche 3.6L Flat-6 | P      |
| 56   | GT     | 74  | Luc Alphand Aventures  | James Ruffier Olivier Thevenin Marino Franchitti       | Porsche 911 GT3-RS | Porsche 3.6L Flat-6 | P      |

### Klassensieger
| Klasse | Fahrer            | Fahrer                   | Fahrer           | Fahrzeug                  | Platzierung im Gesamtklassement |
| ------ | ----------------- | ------------------------ | ---------------- | ------------------------- | ------------------------------- |
| LMP900 | JJ Lehto          | Stefan Johansson         | Emanuele Pirro   | Audi R8                   | Rang 3                          |
| LMP675 | Christophe Pillon | Jean-Luc Maury-Laribière | Didier André     | Reynard 2KQ-LM            | Rang 15                         |
| LMGTP  | Rinaldo Capello   | Tom Kristensen           | Guy Smith        | Bentley EXP Speed 8       | Gesamtsieg                      |
| GTS    | Tomáš Enge        | Peter Kox                | Jamie Davies     | Ferrari 550 GTS Maranello | Rang 10                         |
| GT     | Sascha Maassen    | Lucas Luhr               | Emmanuel Collard | Porsche 911 GT3-RS        | Rang 14                         |

### Renndaten
- Gemeldet: 56
- Gestartet: 49
- Gewertet: 27
- Rennklassen: 5
- Zuschauer: 220.000
- Ehrenstarter des Rennens: Don Panoz, US-amerikanischer Rennstallbesitzer und Motorsportfunktionär
- Wetter am Rennwochenende: heiß und trocken
- Streckenlänge: 13,650 km
- Fahrzeit des Siegerteams: 24:00:40.928 Stunden
- Runden des Siegerteams: 377
- Distanz des Siegerteams: 5145,399 km
- Siegerschnitt: 214,399 km/h
- Pole Position: Tom Kristensen – Bentley Speed 8 (#7) – 3:35.529 = 230,874 km/h
- Schnellste Rennrunde: Johnny Herbert – Bentley Speed 8 (#8) – 3:35.529 = 227,997 km/h
- Rennserie: zählte zu keiner Rennserie